# Zamek w Kolosi
Zamek w Kolosi – dawna twierdza krzyżowców na południowo-zachodnim krańcu wioski Kolosi, 14 km na zachód od miasta Limassol na Cyprze. Jeden z ważniejszych zabytków militarnych średniowiecza na wyspie. 
Zamek miał wielkie strategiczne znaczenie dla administracji południowego Cypru, był także magazynem cukru, jednego z najważniejszych towarów eksportowych Cypru w średniowieczu. Pierwotny zamek został prawdopodobnie zbudowany w 1210 roku przez oddziały Franków. Ziemia pod budowę twierdzy została przekazana przez króla Hugo III rycerzom Zakonu Świętego Jana z Jerozolimy (joannici). Nazwa pochodzi od nazwiska lokalnego feudalnego władcy, Garinusa de Colosa. Ślady pierwszego zamku widoczne są po wschodniej i zachodniej stronie budowli zachowanej do dzisiaj. W latach 1301–1306 mieściła się tu główna kwatera Szpitalników, przeniesiona w związku z przegraną bitwą o Akkę. Od 1306 do 1310 roku templariusze podlegali uzurpowanej władzy Amalryka, który był właścicielem zamku. Zamek powrócił do Szpitalników już w 1308 w związku z działaniami papieża Klemensa V przeciw Templariuszom, ale Joannici w 1310 przenieśli swoją siedzibę na Rodos. Zamek pozostał osadzony silnym garnizonem – Komanderią (Commanderie).
W drugiej połowie XIV wieku, w 1380, status zamku został potwierdzony decyzjami Zakonu, ale zaczął pełnić rolę rezydencji Wielkich Mistrzów niż obronną. Nadzorowano i kontrolowano stąd gospodarkę na którą składało się ok. 60 wsi. Jednym z najważniejszych produktów było, produkowane do dzisiaj, słodkie wino Commandaria. 
Na przestrzeni XIV i XV wieku zamek był kilkakrotnie niszczony przez Genueńczyków (1373) i mameluków z Egiptu (1402, 1413, 1425, 1426). Dzieła zniszczenia starego zamku dopełniły trzęsienia ziemi. Budowla zachowana do dzisiaj powstała z inicjatywy wielkiego mistrza Luisa de Maganc, a której budowa rozpoczęła się w 1454 roku.
W 1488 zamek i sąsiadujące posiadłości, wraz z dziedzicznym tytułem wielkiego wodza Cypru, otrzymał George Cornaro. Była to nagroda za namówienie siostry, Katarzyny Cornaro – ostatniej królowej Cypru, do zrzeczenia się suwerenności na rzecz Republiki Weneckiej. Ród Cornaro używał tego tytułu nawet podczas panowania Turków Osmańskich i w 1799 przeszedł on dziedzicznie na rodzinę Motsennigo.

## Opis
Zamek jest trzy poziomową budowlą kamienną. W najwyższym punkcie ma 21 metrów wysokości. Grubość murów sięga 1,25 metra. Przyziemie pełniło rolę magazynów, wraz z dwoma podziemnymi cysternami. Wejście na pierwszy poziom prowadziło przez zwodzony mostek. W jednym z dwóch dużych pomieszczeń na tym poziomie znajdował się malunek ścienny przedstawiający Ukrzyżowanie Jezusa Chrystusa, co wskazuje, że było ono używane do nabożeństw. Przyległe pomieszczenie wyposażone było w kominek – było jadalnią i pomieszczeniem dziennym. Na drugim poziomie znajdowały się kwatery. Strop zamku był używalny i wyposażony w ambrazury i machikuły. 
Na wschodniej fasadzie znajduje się wnęka w kształcie krzyża z czterema herbami: centralnie położonego herbu Królestwa Cypru, herbu Luisa de Magnaca, i herbów dwóch wielkich mistrzów, Jeana de Lastica i Jacques'a de Milly'ego. 
Obecnie zamek zachowuje wieżę mieszkalną i dawny młyn i rafinerię cukru, a także fragmenty otaczających murów.